# Salzgitter-Eisenbahn 1–27
Die normalspurigen Tenderlokomotiven Salzgitter-Eisenbahn 1–27 der Salzgitter-Eisenbahn waren 27 Dampflokomotiven für den gemischten Betrieb und wurden von Krupp ab 1938 bis 1941 für den schweren Verkehr auf der Werkbahn der Reichswerke Hermann Göring gebaut. Diese waren die größten und schwersten Lokomotiven der Gesellschaft und bis Ende der 1960er Jahre in Betrieb. Es ist keine Lokomotive erhalten geblieben.

## Geschichte
Um den sprunghaft angestiegenen Verkehr bei den Reichswerken Salzgitter bewältigen zu können, reichten die 1938 beschafften dreifach gekuppelten Lokomotiven nicht mehr aus. Die Werksleitung bestellte daraufhin größere und schwerere Lokomotiven bei Krupp. Die Lokomotiven hatten einen Achsdruck von 20 t, waren die einzigen der Werkbahn mit Laufachsen und so für den Güterzugbetrieb sowie für den Personenzugbetrieb gleichermaßen geeignet.
Für die Beförderung der Erzzüge auf den Werkbahngleisen wurden sie mit einer Scharfenbergkupplung ausgerüstet. Nach dem Zweiten Weltkrieg und der teilweisen Demontage der Reichswerke Salzgitter übernahmen die Lokomotiven sämtliche anfallenden Dienste. Die Scharfenbergkupplung wurde ausgebaut. 1959 wurden die Nummern 2 und 17 auf Ölhauptfeuerung umgebaut und durch den billigen Ölpreis wurde überlegt, weitere Exemplare umzubauen. Durch die Lieferung von Diesellokomotiven wurde jedoch darauf verzichtet. Die Lokomotive Nr. 7 kam im Mai 1944 in das RAw Stendal, verblieb dort bis Kriegsende und kam 1950 als „95 007“ eingereiht zur Deutschen Reichsbahn. Dort wurde sie am 17. März 1956 ausgemustert. Noch im selben Jahr gelangte sie an den VEB Kalibetrieb Werra/Kaliwerk »Ernst Thälmann« in Merkers und stand dort als „3“ bis 1970 im Einsatz. 1973 ist die Lokomotive verschrottet worden.
Die Lokomotiven wurden in den 1960er Jahren nach und nach abgestellt und ausgemustert. Als 1967 die drei Lokomotiven der Reihe LHB 1100 BB geliefert wurden, wurden alle Dampflokomotiven der VPS ausgemustert und verschrottet.

## Technik
Die Lokomotiven erhielten vom Fahrpersonal auf Grund ihrer hohen Leistungsfähigkeit den Beinamen Bulle. Ihre Kesselleistung war eine der größten bei deutschen Dampflokomotiven, der Stehkessel war nach der Bauart Belpaire ausgeführt.
Die Wagen für die Erzbeförderung waren alle mit Scharfenbergkupplung ausgerüstet, so dass auch die Lokomotiven damit ausgerüstet wurden. Zusätzlich war eine Schraubenkupplung als Notkupplung sowie Seitenpuffer vorhanden, um andere Wagen befördern zu können. Die Vorderkante der automatischen Kupplung stand 20 mm über die Pufferkante hinaus. Die Zug- und Stoßkräfte übertrug ausschließlich die Mittelpufferkupplung. Ursprünglich besaßen alle Loks Steinkohlenfeuerung. Zuerst wurde 1959 die Nummer 17 Ölfeuerung umgestellt, nach den positiven Testergebnissen folgte noch zwei Jahre später die 2. Das durch eine Dampfheizschlange erwärmte Öl wurde hierbei aus einem Brenner von vorn in den Feuerbüchsraum geblasen.
Die Lokomotiven erhielten in den 1950er Jahren nachträglich Witte-Windleitbleche.